# ترناوا (پرشوو)
ترناوا (به صربی: Trnava) یک منطقهٔ مسکونی در صربستان است که در پریچو واقع شده‌است. ترناوا ۱۹٫۶۰ کیلومتر مربع مساحت و ۱٬۱۶۰ نفر جمعیت دارد.